# Taito System SJ
Taito System SJ es una placa de arcade creada por Taito destinada a los salones arcade.

## Descripción
El Taito System SJ fue lanzada por Taito en 1981.
Posee un procesador Z80 @ 4 MHz., aunque a veces se utilizada un  M68705 @ 1.5 MHz. en algunos títulos,  y tiene procesador de sonido Z80 @ 3 MHz.
En esta placa funcionaron 16 títulos.

## Especificaciones técnicas

### Procesador
- Z80 @ 4 MHz.

### Audio
- Z80 @ 3 MHz.

Chips de Sonido
- 4x AY8910 @ 1.5 MHz., DAC.

### Video
- Resolución: 256x224

## Lista de videojuegos
- Alpine Ski
- Bio Attack
- Elevator Action
- Front Line / Big Combat
- High Way Race
- Jungle Hunt
- Jungle King / Jungle Boy
- Kick Start Wheelie King
- Pirate Pete
- Sea Fighter Poseidon
- Space Cruiser
- Space Seeker
- The Tin Star
- Time Tunnel (videojuego de Taito)
- Water Ski
- Wild Western